# Bermudadreieck (Wien)

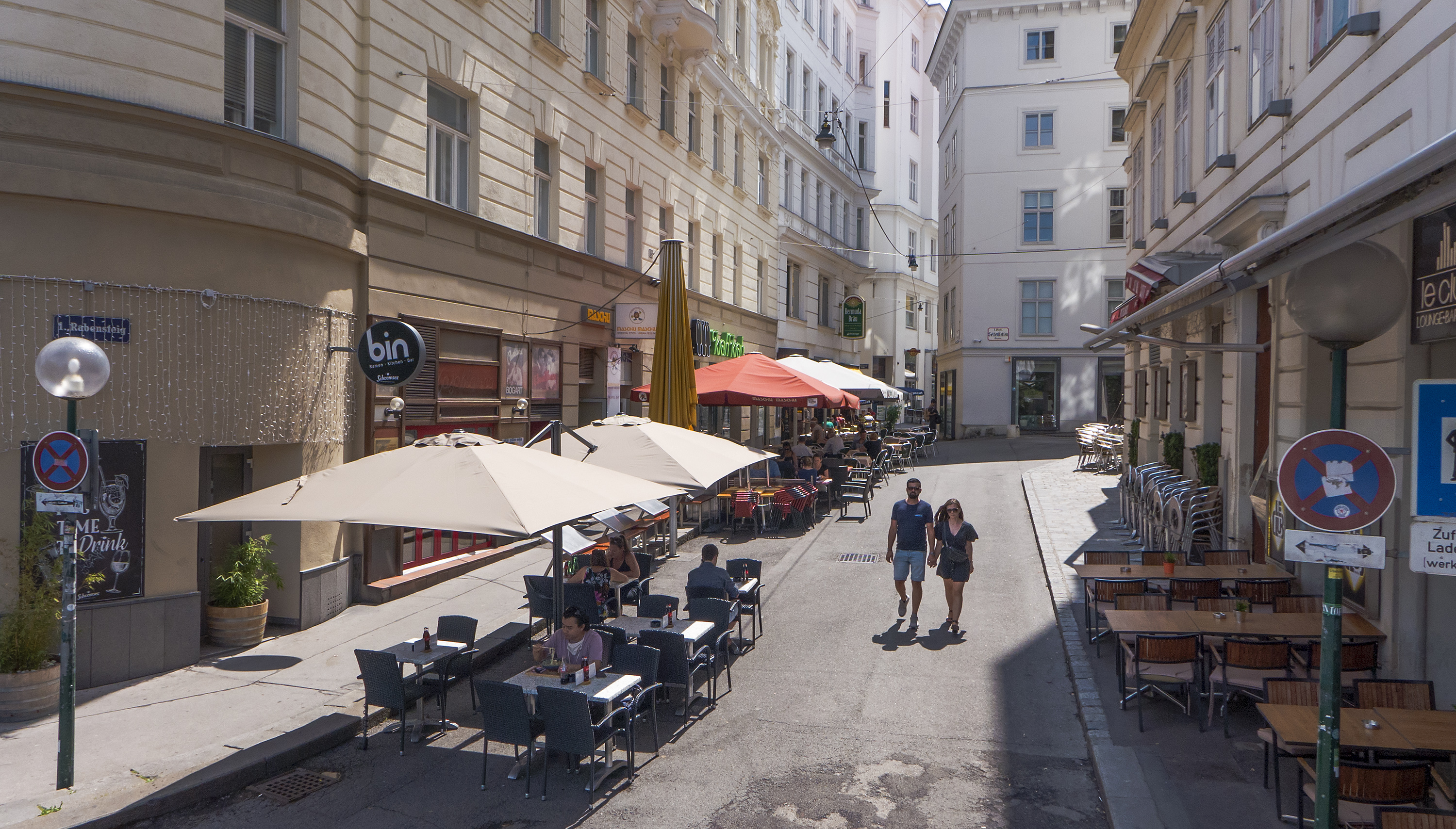
Der Rabensteig im Wiener Bermudadreieck: links Vorgarten zum Krah, krah; rechts hinten der Rote Engel

Das Bermudadreieck ist ein Lokal- und Szeneviertel im 1. Wiener Gemeindebezirk Innere Stadt.

## Lage
Das Wiener Bermudadreieck liegt am nordöstlichen Zugang zur Altstadt bei Schwedenplatz und Morzinplatz (am Franz-Josefs-Kai und Donaukanal) und bei der Rotenturmstraße. Die U-Bahn-Station Schwedenplatz wird von den Linien U1 und U4 sowie den Straßenbahnlinien 1 und 2 bedient.
Das Bermudadreieck erstreckt sich vom Rabensteig über die Seitenstettengasse bis zur Judengasse und zum Ruprechtsplatz. Am Ruprechtsplatz befindet sich mit der Ruprechtskirche einer der ältesten Sakralbauten Wiens. Das Haus Seitenstettengasse 4 beherbergt das Hauptgebäude der Israelitischen Kultusgemeinde Wien sowie den Stadttempel. Ein den Gästen des Bermudadreiecks sehr vertrauter Anblick ist ein in der Seitenstettengasse patrouillierender Polizist, da seit einem Terroranschlag am 29. August 1981 die israelitischen Einrichtungen bewacht werden.

## Geschichte
Das Areal des heutigen Bermudadreiecks zählt zu den ältesten Gegenden Wiens, hier befand sich einst der östliche Teil des römischen Legionslagers Vindobona. In der Neuzeit waren hier vor allem jüdische Händler ansässig, worauf die Benennung der Judengasse hinweist. 1826 wurde in der Seitenstettengasse der jüdische Stadttempel eröffnet. In den 1970er Jahren war die Gegend um den Rabensteig, die Seitenstettengasse und die Judengasse vor allem als jüdisches Textilviertel bekannt, da hier nach dem Zweiten Weltkrieg zahlreiche jüdische Kaufleute Textilkaufhäuser für Großhändler betrieben.
Am 15. Mai 1980 eröffnete Sepp Fischer in einem ehemaligen Textilhaus am Rabensteig das Bierlokal Krah, krah, was heute als Geburtsstunde des Bermudadreiecks gilt. Der Name Krah, krah und die drei Raben im Emblem waren nicht zufällig gewählt. Bereits Anfang des 19. Jahrhunderts existierte hier ein Gasthaus Zu den drei Raben, nach dem die Gasse Rabenplatz, Drei Rabengasse, Rabengasse und schließlich ab 1862 Rabensteig benannt wurde.
Am 13. November 1980 wurde die Kaktus-Bar in der Seitenstettengasse eröffnet, am 20. Mai 1981 folgte Michael Satke mit dem schräg gegenüber dem Krah, krah gelegenen, von Coop Himmelb(l)au gestalteten und für Live-Musik bekannten Roten Engel. Weitere Neo-Beisln folgten, darunter Ma Pitom, Zwielicht & Düster, plem plem und das von Hermann Czech gestaltete Salzamt. Möglich wurde eine derartige Konzentration von Gastronomiebetrieben auf engem Raum erst durch eine kurz davor erfolgte Liberalisierung der Gewerbeordnung, im Zuge derer eine Bedarfsprüfung als Voraussetzung für den Gewerbeschein entfiel.
Der Name Bermudadreieck war bereits Anfang der 1980er Jahre für diese Gegend gebräuchlich. Die Namensgebung ist angeblich darauf zurückzuführen, dass so mancher Student für mehrere Nächte in diesem Viertel „verschollen“ war und sich danach an nichts erinnern konnte. Ursprünglich soll die Bezeichnung bereits in den 1970er Jahren für eine Anhäufung neuer Lokale rund um den Wiener Naschmarkt verwendet worden sein.
Da es sich beim Bermudadreieck schon lange nicht mehr um einen „Geheimtipp“ handelt und es in jedem guten City-Guide erwähnt wird, zählen heute auch etliche Touristen zu den Gästen. Mittlerweile hat sich nordwestlich der Judengasse bis zum Rudolfsplatz ein weiteres, vor allem von Jugendlichen frequentiertes Lokalviertel etabliert.
Am Abend des 2. Novembers 2020 kam es, ausgehend von der Seitenstettengasse und dem Bermudadreieck, zu einem Terroranschlag in der Wiener Innenstadt. Dabei wurden fünf Personen (darunter ein Täter) getötet und 23 weitere teils schwer verletzt.

## Andere Städte
Auch in anderen Städten gibt es Ausgehviertel mit dem Namen Bermudadreieck, beispielsweise ein Teil der Linzer Altstadt, ein in Frankfurt am Main liegendes Viertel nördlich der Zeil und das seit 1988 so benannte Bermuda3eck in Bochum. Es ist jedoch nur schwer nachvollziehbar, inwieweit eine Beeinflussung durch das Wiener Bermudadreieck stattgefunden hat oder ob völlig unabhängige Namensgebung erfolgt ist.